# Léon Wocquier
Léon Wocquier, né le 24 décembre 1821 à Habay-la-Neuve et mort le 8 mai 1864 à Gand, était un écrivain belge et enseignant à la Faculté de philosophie et lettres de l'université de Gand. 
Il rédige des publications philosophiques et collabore à des revues belges. Il est surtout connu comme traducteur de Henri Conscience.

## Publications
- Préludes poétiques, Bruxelles: Périchon, 1842
- Chroniques historiques et traditions populaires au Luxembourg. I. Indutiomar (54-52 av. J. C.), Bruxelles: Périchon, 1842
- Souvenirs de H.F. Marote, lieutenant du corsaire l'Aventurier, Liège : Oudart, 1845
- Le Château de Rorister. Légende ardennaise, Liège: Oudart, 1845
- Souvenirs de la vie universitaire. Aimer sans savoir qui, Liège: Oudart, 1847
- Souvenirs de la vie universitaire. Edouard Gaillan, Liège: Oudart, 1847
- L'Université de Louvain et les étudiants, Louvain: Pastyns et Robyns, 1848
- Un mari en loterie, Bruxelles: Labroue et Cie, 1850
- La dernière Marquise du Pont-d'Oye, Bruxelles : Labroue et Cie, 1850-51 (2 volumes). Réédition en un seul volume à Arlon chez Eugène Boucher, 1913, 303 p.
- Essai sur le mouvement philosophique des temps modernes, Gand: C. Annoot-Braeckman, 1853-58 (4 volumes)